# Stephen Myers

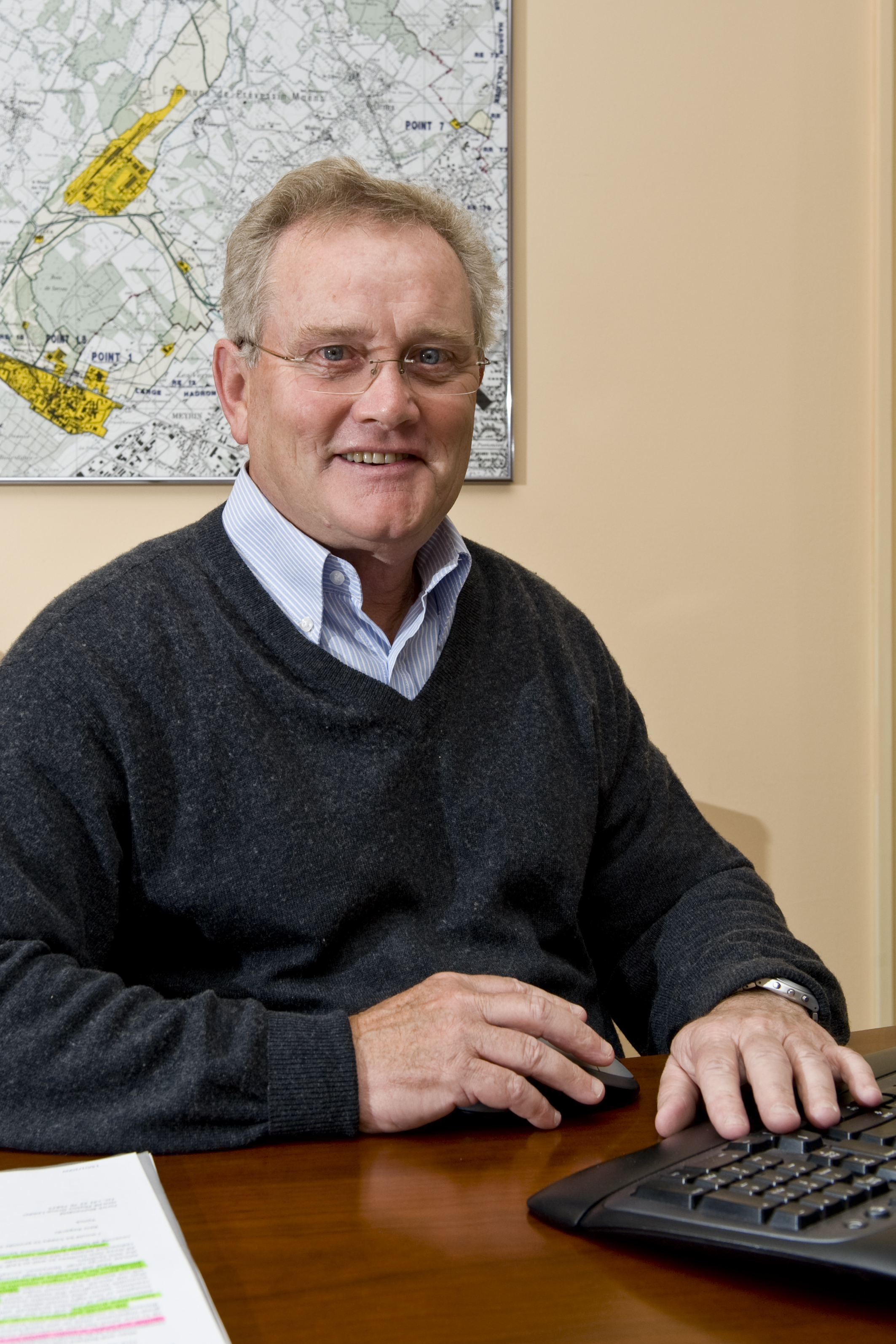
Stephen Myers

Stephen Myers OBE, auch Steve Myers, (* 3. August 1946) ist ein britischer Elektroingenieur, der sich mit Teilchenbeschleunigern befasst.
Myers studierte Elektrotechnik an der Queen’s University Belfast und wurde dort 1972 promoviert. Danach arbeitete er an Teilchenbeschleunigern am CERN. Er war an der Entwicklung von Intersecting Storage Rings (wo er unter anderem eine Lösung für die störenden overlap knock-out resonances fand), LEP (ab 1979 unter Wolfgang Schnell im Entwurfsteam, später mit den ersten Computersimulationen zur Strahlleistung und als Leiter des LEP 2 Projekts) und LHC am CERN beteiligt. Mit Wolfgang Schnell schlug er 1983 den LHC im LEP-Tunnel vor und war Herausgeber des ersten LHC Design Reports. 2009 wurde er dort Direktor für Beschleuniger und Technologie und 2014 Leiter der Abteilung medizinische Anwendungen. 2010 bis 2012 leitete er den Betrieb des LHC (zu der Zeit wurde das Higgs-Boson entdeckt).
1991 begründete er die Chamonix Workshops für Teilchenbeschleunigertechnologie.
2003 wurde er Fellow des Institute of Physics und 2012 der Royal Academy of Engineering. 2014 wurde er Ehrenmitglied der Royal Irish Academy. Er ist Ehrendoktor in Genf, an der Dublin City University und der Queen’s University Belfast, an der er auch eine Ehrenprofessur hat. 
2003 erhielt er die Duddell Medaille (jetzt Gabor-Medaille und Preis) des Institute of Physics und 2012 erhielt den Edison-Volta-Preis. Er ist OBE (2013). Er ist Fellow der European Physical Society und International Fellow der American Physical Society.